# Корејски мореуз
34° 35′ 58″ N 129° 47′ 48″ E / 34.59944° С; 129.79667° И
Корејски мореуз је мореуз између Јужне Кореје и Јапана, који повезује Источно кинеско море и Жуто море са Јапанским морем. Унутар мореуза се налази острво Цушима и мореуз Цушима који острво одваја од Јапана. Мореуз је економски важно, јер кроз њега пролазе многе бродске линије, при чему Јапан и Кореја дозвољавају слободан пролаз. У давна времена, будизам и монголски освајачи су пролазили преко мореуза да би стигли до Јапана. Недавно је то било место Битке за Корејски мореуз у Корејском рату. Тунел који би пролазио испод мореуза и који би повезивао Јапан и Кореју, подморски тунел Јапан-Кореја, предложен је да повеже две земље.

## Географија
На северу, Корејски мореуз је омеђен јужном обалом Корејског полуострва. А на југу, поред југозападних јапанских острва Кјушу и Хоншу. Широк је око 200 km (120 mi) и просечно дубок око 90 до 100 метара (300 стопа).
Острво Цушима дели Корејски мореуз на западни канал и мореуз Цушима. Западни канал је дубљи (до 227 метара) и ужи од Цушимског мореуза.

## Струје
Кроз мореуз пролази крак Курошио струје. Њена топла грана се понекад назива Цушима струја. Полазећи од јапанских острва, ова струја пролази кроз Јапанско море, а затим се дели дуж обе обале острва Сахалин, на крају се уливајући у северни Тихи океан преко мореуза северно од Хокаида и у Охотско море северно од острва Сахалин у близини Владивостока. Карактеристике водене масе увелико варирају због вода са ниским салинитетом на југоисточним обалама Кореје и Кине.

## Економски значај
Бројне међународне бродске линије пролазе кроз мореуз, укључујући и оне које превозе већи део саобраћаја за луке јужне Јужне Кореје. Јужна Кореја и Јапан ограничили су своје територијалне претензије на мореуз на 3 nmi (5,6 km) од обале, како би омогућили слободан пролаз кроз њега.
Путнички трајекти путују бројним рутама преко мореуза. Комерцијални трајекти саобраћају из јужнокорејског Бусана, Каџе до јапанских лука укључујући Фукуоку, Цушиму, Шимоносеки и Хирошиму. Трајекти такође повезују острво Цушима са Фукуоком и јужнокорејско острво Џеџу са корејским копном. Трајекти који повезују Бусан и јапанске градове са лукама у Кини такође прелазе мореуз.
Територијалне воде Јапана се протежу до три наутичке миље (5,6 km) у мореуз уместо уобичајених дванаест, како бе се наводно омогућило ратним бродовима и подморницама Америчке морнарице са нуклеарним оружјем да прођу кроз мореуз без кршења јапанске забране нуклеарног оружја на својој територији.

## Именовање мореуза
|                     | Корејско полуострво — Кјушу                           | Корејско полуострво — Цушима острво                                                                                           | Цушима острво — Кјушу |
| Међународно име     | Корејски мореуз                                       | Корејски мореуз Западни канал                                                                                                 | Корејски мореуз Источни канал/Цушима мореуз                                                                                    |
| Јужнокорејско име   | 대한해협 - 大韓海峽 Daehan Haehyeop „Корејски мореуз” | 대한해협 - 大韓海峽 Daehan Haehyeop „Корејски мореуз”                                                                         | 대한해협 - 大韓海峽 Daehan Haehyeop „Корејски мореуз”                                                                          |
| Севернокорејско име | 조선해협 - 朝鮮海峽 Chosŏn Haehyŏp „Корејски мореуз”  | 조선해협 - 朝鮮海峽 Chosŏn Haehyŏp „Корејски мореуз”                                                                          | 조선해협 - 朝鮮海峽 Chosŏn Haehyŏp „Корејски мореуз”                                                                           |
| Јапанско име        | 対馬海峡 Tsushima Kaikyō „Цушима мореуз”              | 朝鮮海峡 или 対馬海峡西水道 Chōsen Kaikyō или Tsushima Kaikyō Nishi-suidō „Корејски мореуз” или „Цушима мореуз Западни канал” | 対馬海峡 or 対馬海峡東水道 Tsushima Kaikyō или Tsushima Kaikyō Higashi-suidō „Цушима мореуз” или „Цушима мореуз Источни канал” |

## Историјски утицај

### Копнени мост
Током плеистоценских ледењачких циклуса, Корејски и Берингов мореуз, и Жуто море су често бивали сужени и јапанска острва су понекад била повезана са Евроазијским континентом преко Корејског полуострва или Сахалина. Током појединих периода је Јапанско море било замрзнуто унутрашње језеро због недостатка топле Курошиоске струје, и разне биљке и крупне животиње, као што је Palaeoloxodon naumanni, су се вероватно током тих периода прошириле у Јапан.

### Рана историја
Историјски гледано, ова сужавања су служила као аутопут за путовања високог ризика. Најкраћа удаљеност између Бусана, Јужна Кореја, и острва Цушима је око 50 km, као што је и најкраћа удаљеност од Цушиме до острва Ики, Јапан.
У 6. веку, будизам (махајански будизам) је народ Баекџе пренео у најисточнији део Јапан у доба цара Кинмеи преко овог мореуза (такође погледајте: источноазијски будизам и будизам у Јапану).

### Монголска инвазија
Заједничка монголско-корејска флота је прешла овај мореуз и покушала да изврши инвазију на Јапан 1274. и 1281. године. Та сила је озбиљно опустошила острво Цушима на путу за Јапан, али није успела да победи Јапан.

### Инвазија Вокоу и Оеи
Након што је монголска инвазија опустошила Цушиму, та локација је постала база Вокуа (јапанских пирата). Корејска династија Чосен послала је флоту у Цушиму 1419. ради сузбијања активности Вокоуа. Кореја је касније пристала да Јапану додели ограничене трговинске привилегије.

### Битка код Цушиме
Битка код Цушиме, вођена између јапанске и руске морнарице 27. маја и 28. маја 1905. године, одиграла се у делу Цушимског мореуза у Корејском мореузу, источно од северног дела Цушиме и непосредно северно од острва Ики. Руску флоту су уништили Јапанци.

### Битка за Корејски мореуз
Битка за Корејски мореуз је била поморска битка вођена првог дана Корејског рата, 25–26. јуна 1950, између морнарица Јужне Кореје и Северне Кореје. Севернокорејски војни транспорт са стотинама војника покушао је да спусти свој терет у близини Бусана, али га је јужнокорејски патролни брод напао и потопио. То је била једна од првих површинских акција у рату и резултирала је важном победом Јужне Кореје.

### Будућност
Могућност постојања подводног тунела или моста Јапан-Кореја, сличног тунелу испод Ламанша између Француске и Уједињеног Краљевства, расправља се деценијама.